# Schistura tubulinaris
Schistura tubulinaris är en fiskart som beskrevs av Kottelat, 1998. Schistura tubulinaris ingår i släktet Schistura och familjen grönlingsfiskar. IUCN kategoriserar arten globalt som sårbar. Inga underarter finns listade i Catalogue of Life.